# Zone de secours Brabant wallon
(nl) Hulpverleningszone Waals-Brabant
(de) Hilfeleistungszone Wallonisch-Brabant
La zone de secours Brabant Wallon (en néerlandais Hulpverleningszone Waals-Brabant) est l'une des 34 zones de secours de Belgique. Elle a la particularité d'être une zone unique couvrant toute une province, celle du Brabant Wallon et de ses 27 communes en l’occurrence. 

## Histoire
Comme toutes les autres zones de secours de Belgique, la zone de secours Brabant Wallon fut créée par arrêté royal le 1er janvier 2014 lors de la mise en place de la Réforme de la sécurité civile en Belgique.
Avant sa création, son territoire était composé de 5 services d'incendies comptant 6 casernes (l'une d'entre elles, celle de Villers-la-Ville, étant un poste-avancé rattaché à un autre service, celui de Nivelles).

## Caractéristiques
Couvrant la exclusivement la totalité de la province du Brabant wallon, la zone couvre 1 090 km2 et protège environ 400 000 habitants. Elle est, avec la zone de secours Luxembourg, la seule des 34 zones de secours du pays à avoir la caractéristique de couvrir l'entierté du territoire de sa province.

### Communes protégées
La zone de secours Brabant Wallon couvre les 27 communes suivantes:
Beauvechain, Braine-l'Alleud, Braine-le-Château, Chastre, Chaumont-Gistoux, Court-Saint-Étienne, Genappe, Grez-Doiceau, Hélécine, Incourt, Ittre, Jodoigne, La Hulpe, LasneMont-Saint-Guibert, Nivelles, Orp-Jauche, Ottignies-Louvain-la-Neuve, Perwez, Ramillies, Rebecq, Rixensart, Tubize, Villers-la-Ville, Walhain,  Waterloo et Wavre.

## Services d'incendie
Voir aussi: Liste des services d'incendie belges

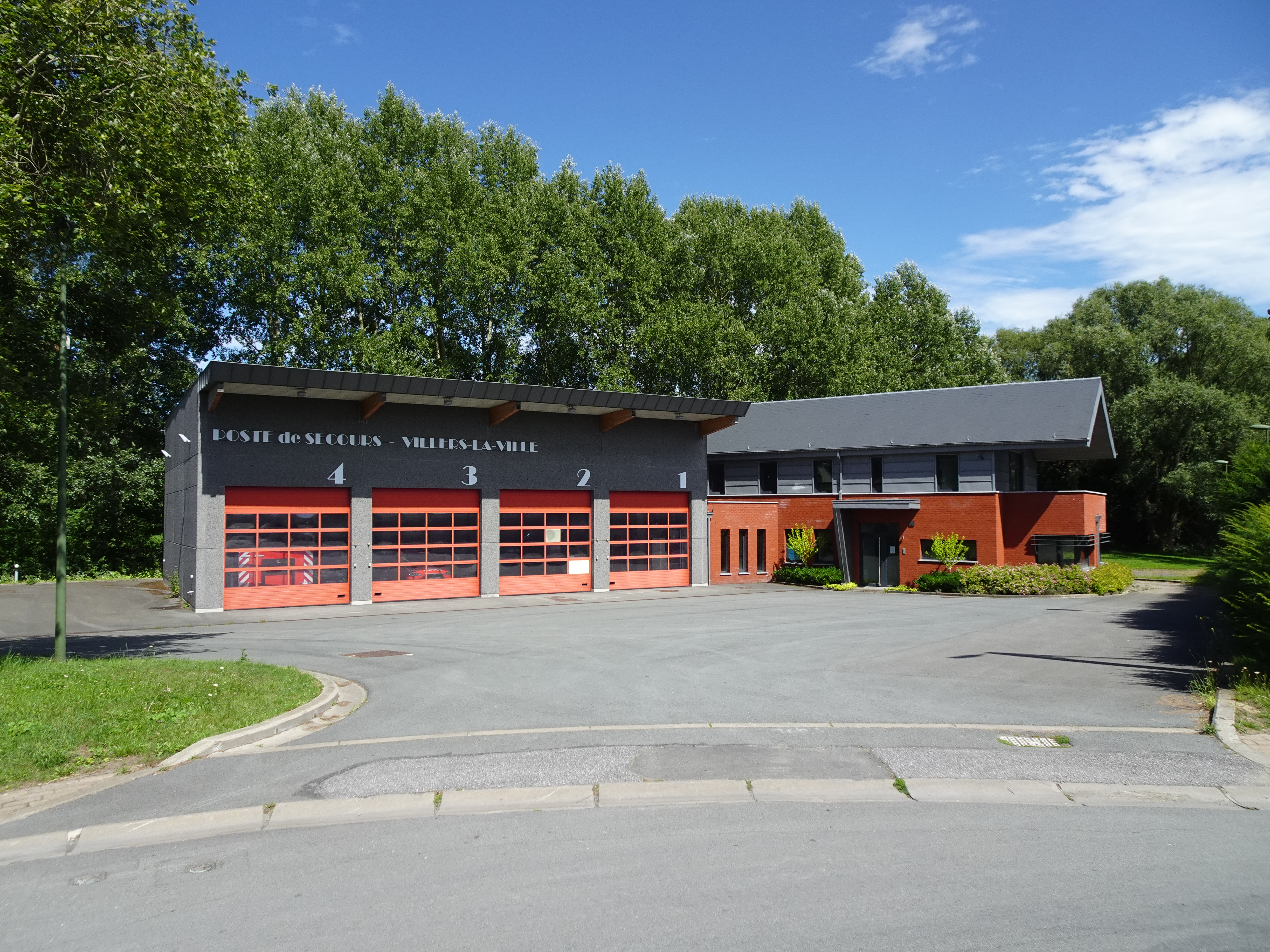
La caserne de Villers-la-Ville.

La zone est composée de 6 casernes:
| Service                   | Commune          | interventions annuelles moyennes | Population | Superficie (km2) |
| ------------------------- | ---------------- | -------------------------------- | ---------- | ---------------- |
| Poste de Braine l'Alleud  | Braine-l'Alleud  |                                  |            |                  |
| Poste de Jodoigne         | Jodoigne         |                                  |            |                  |
| Poste de Nivelles         | Nivelles         |                                  |            |                  |
| Poste de Tubize           | Tubize           |                                  |            |                  |
| Poste de Villers-la-Ville | Villers-la-Ville |                                  |            |                  |
| Poste de Wavre            | Wavre            |                                  |            |                  |